# Estación Villanueva
Villanueva es una estación ferroviaria ubicada en la localidad homónima, en el partido de General Paz, Provincia de Buenos Aires, Argentina.

## Servicios
Es una estación intermedia del ramal entre Altamirano y Las Flores.
No presta servicios de pasajeros.
Sus vías están concesionadas a la empresa privada de cargas Ferrosur Roca. Sin embargo, el último tren que corrió por este ramal fue en 2005.

## Toponimia
Debe su nombre al Dr. José Antonio Villanueva, abogado mendocino y cuyos descendientes cedieron los terrenos para levantar la estación ferroviaria.